# Psammotettix dentatus
Psammotettix dentatus är en insektsart som beskrevs av Knull 1954. Psammotettix dentatus ingår i släktet Psammotettix och familjen dvärgstritar. Inga underarter finns listade i Catalogue of Life.